# Porcia
Pour Porcia, la fille de Caton, voir Porcie.
Porcia (Porcia en frioulan et en dialecte vénète) est une commune italienne d'environ 16 000 habitants de la province de Pordenone, dans la région autonome du Frioul-Vénétie Julienne.

## Administration
| Période                                  | Période | Identité | Étiquette | Qualité |
| ---------------------------------------- | ------- | -------- | --------- | ------- |
|                                          |         |          |           |         |
| Les données manquantes sont à compléter. |         |          |           |         |

### Hameaux
Palse, Pieve, Rondover, Rorai Piccolo, Sant'Antonio, Spinazzedo, Talponedo.

### Communes limitrophes
Brugnera, Fontanafredda, Pasiano di Pordenone, Pordenone, Prata di Pordenone, Roveredo in Piano.